# Stéphane Grichting
Stéphane Grichting (Sierre, Wallis kanton, 1979. március 30. –) svájci labdarúgó, aki jelenleg a svájci Grasshopper egyesületében játszik.

## Pályafutása
1993 és 2002 között nevelőegyesülete, az FC Sion játékosa volt. 2002-ben csapatot váltott, és a francia élvonalban szereplő AJ Auxerrehez igazolt, ahol 10 évet játszott.

## Válogatott
2004-ben lépett először pályára a svájci válogatottban. A 2004-es labdarúgó-Európa-bajnokságra kijutó keretbe is bekerült, viszont sérülés miatt nem tudott a tornán részt venni.
Tagja volt a 2006-os labdarúgó-világbajnokságon induló valamint a 2010-es labdarúgó-világbajnokságra kijutó svájci válogatottnak is.
| #  | Dátum              | Helyszín | Ellenfél    | Gólarány | Eredmény | Rendezvény   |
| -- | ------------------ | -------- | ----------- | -------- | -------- | ------------ |
| 1. | 2009.szeptember 5. | Bázel    | Görögország | 2–0      | Győzelem | vb-selejtező |

## Külső hivatkozások
- Adatlapja a weltfussball.de honlapján